# رود ستيفنز
رود ستيفنز (بالإنجليزية: Rod Stephens)‏ هو مهندس أمريكي، ولد في 14 يونيو 1966 في أتلانتا في الولايات المتحدة.

## وصلات خارجية
- رود ستيفنز على موقع مرجع كرة القدم المحترفة.كوم (الإنجليزية)